# 3056 INAG
3056 INAG è un asteroide della fascia principale del diametro medio di circa 17,31 km. Scoperto nel 1978, presenta un'orbita caratterizzata da un semiasse maggiore pari a 2,4202951 UA e da un'eccentricità di 0,1162488, inclinata di 5,64087° rispetto all'eclittica.